# Provinzialstände (Dänemark)
Die vier Provinzialständeversammlungen (dänisch: Provinsialstænderforsamlinger) des Dänischen Gesamtstaates wurden infolge der Julirevolution von 1830 am 28. Mai 1831 als beratende Körperschaft angeordnet. Bereits im Artikel 13 der Deutschen Bundesakte von 1815 war die Einführung einer landständischen Verfassung verankert gewesen. Der dänische König, der als holsteinischer Herzog zugleich Glied des Deutschen Bundes war, kam dieser Aufforderung schließlich 1831 nach. Es wurde jedoch nicht nur eine Ständeversammlung für das bundesangehörige Holstein (samt Lauenburg), sondern auch je eine für das dänische Reichslehen Schleswig, für Nordjütland und für die dänischen Inseln etabliert. Vorbild waren die preußischen Provinzialstände.

## Aufbau der Ständeversammlungen
Zwei Provinzialstände wurden im Königreich Dänemark selbst gebildet, zwei weitere in den Herzogtümern, welche in Personalunion mit dem dänischen Königshaus standen.
Königlich-dänische Ständeversammlungen:
- Dänische Inseln (bestehend aus Seeland, Fünen, Lolland, Falster nebst Island als dänische Kolonie) (Sitz Roskilde)
- Nørrejylland (Nördliches Jütland) (Sitz Viborg)

Herzogliche Ständeversammlungen:
- Herzogtum Schleswig (Sitz Schleswig) – siehe Schleswigsche Ständeversammlung
- Herzogtum Holstein (Sitz Itzehoe) – siehe Holsteinische Ständeversammlung

Das Vertretungsrecht besaßen lediglich Grundbesitzer, wobei Hofpächter den Eigentümern gleichgestellt waren. Das Alter für das aktive Wahlrecht lag bei 25, für das passive Wahlrecht bei 30 Jahren. Etwa 32.000 Personen besaßen Wahlrecht. Die Ständeversammlungen vertraten etwa 2,8 % der Gesamtbevölkerung.
Die Provinzialstände sollten bei Gesetzgebungsverfahren beraten. Insbesondere bei Eingriffen in Personen- und Eigentumsrechte sollten sie gehört werden. Ihre praktischen Einflussmöglichkeiten waren jedoch gering. Die absolutistischen Rechte des Königs (Kongeloven) wurden nicht beschnitten.
1846 lösten sich die von deutschen Nationalliberalen dominierten Ständeversammlungen der Herzogtümer Schleswig und Holstein aus Protest gegen die Zulassung der weiblichen Erbfolge durch Christian VIII. selber auf.
In Holstein und Lauenburg als deutsche Lehen galt die männliche Erbfolge. Mangels männlicher Nachkommen des Königs wäre Holstein an den deutsch gesinnten Christian August von Augustenburg gefallen. Um den Bestand des Dänischen Gesamtstaates nicht zu gefährden, wurde im Londoner Protokoll von 1852 die weibliche Erbfolge in allen drei Herzogtümern legitimiert.
Im Zuge der Schleswig-Holsteinischen Erhebung von 1848 wurden die Provinzialstände durch die schleswig-holsteinische Verfassung vom 5. Juni 1849 faktisch abgeschafft.
Die Provinzialstände aus der Zeit von 1835/36 bis 1846 wurden vom König nach dem Zusammenbruch der schleswig-holsteinischen Erhebung gegen Dänemark 1848–1851 wiederhergestellt und kamen von 1853 bis 1863 erneut zusammen.